# Дрня
Дрня (словац. Drňa, угор. Darnya) — село, громада в окрузі Рімавска Собота, Банськобистрицький край, Словаччина. Кадастрова площа громади — 12,31 км². Населення — 206 осіб (за оцінкою на 31 грудня 2017 р.).
Знаходиться за ~20 км на південь-південний схід від адмінцентра округу міста Рімавска Собота. Безпосередньо межує з Угорщиною.

## Історія
Перша згадка 1246-го року як Darna, але поселення існувало і раніше. Історичні назви: Dranya (1380), Darnia (1431), Darna (1786), Darňa (1920), з 1948-го — Drňa, угор. Darnya.
У 1938—1944 рр у складі Угорщини.
JRD засноване 1956-го року.

## Транспорт
Автошлях (Cesty III. triedy) 2792 Шімоновце — Дрня.

## Населення
| Рік:            | 1994. | 2004.    | 2014. | 2024.   |
| --------------- | ----- | -------- | ----- | ------- |
| Кількість осіб: | 188   | 225      | 225   | 210     |
| Різниця:        |       | +19,68 % | +0 %  | -6,66 % |

| Рік:            | 2023. | 2024.   |
| --------------- | ----- | ------- |
| Кількість осіб: | 212   | 210     |
| Різниця:        |       | -0,94 % |